# ذاكرة ثقافية

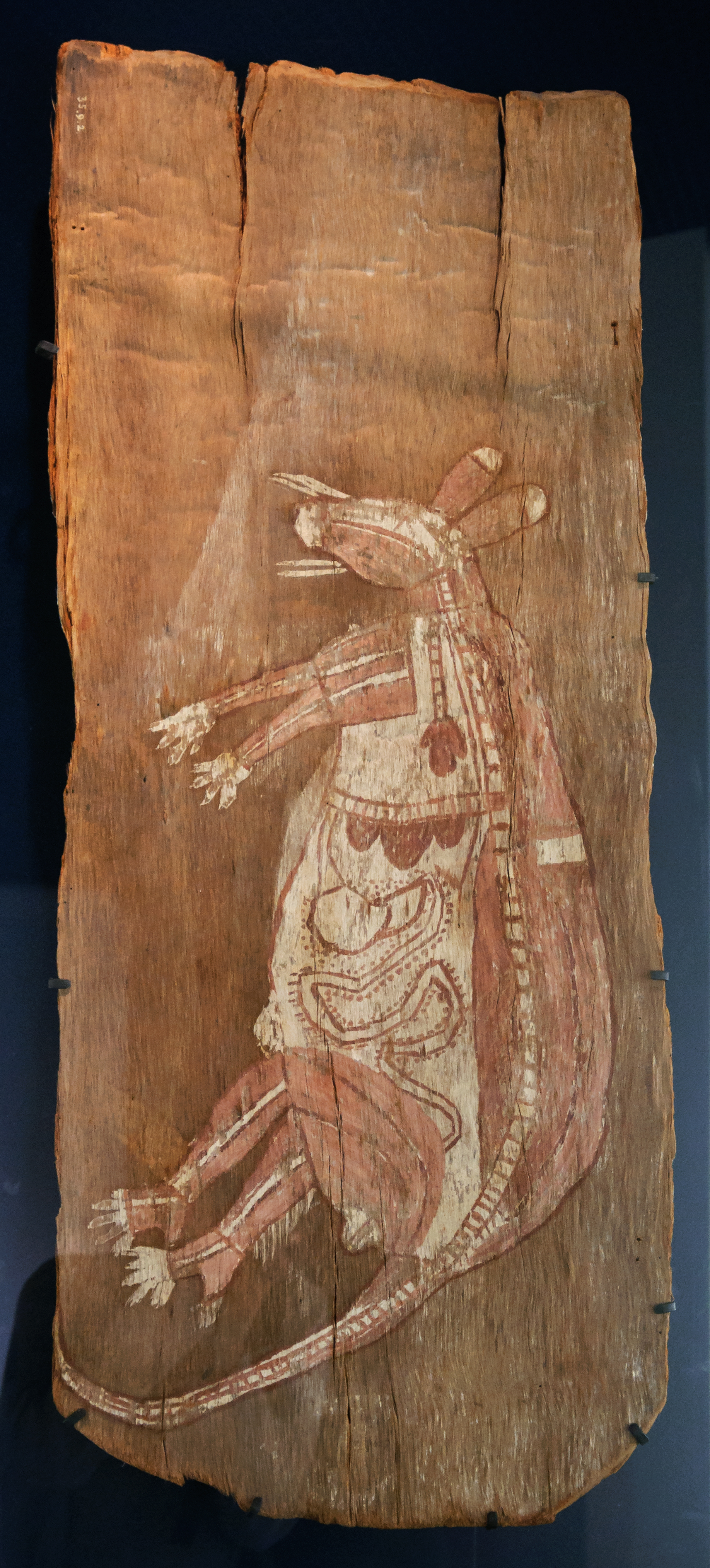

لمعرفة طرق أخرى، انظر ذاكرة (توضيح) وثقافة
الذاكرة الثقافية هي مصطلح تم تقديمه لأول مرة من قبل عالم المصريات الألماني يان أسمان في كتابه "Das kulturelle Gedächtnis"، الذي لفت المزيد من الانتباه إلى نظرية موريس هالبفاكس عن الذاكرة الجمعية. وقد حدد العالم يان أسمان وعلماء كثيرون في الوقت الحالي مثل أندرياس هويسن اهتمامًا عامًا بالذاكرة وفن تقوية الذاكرة منذ أوائل ثمانينيات القرن العشرين (1980). وهو ما يتضح من خلال ظواهر متنوعة مثل النصب التذكارية والثقافة الارتجاعية. وقد يرى البعض أن الذاكرة الثقافية أصبحت أكثر ديموقراطية، ويرجع ذلك إلى الليبرالية وظهور وسائل الإعلام الجديدة. بينما يرى آخرون الذاكرة الثقافية بأنها ذاكرة متبقية متركزة في أيدي الشركات والدول.
ولأن الذاكرة ليست مجرد تجربة فردية وخاصة ولكنها أيضًا جزء من النطاق الجمعي، أصبحت الذاكرة الثقافية موضوعًا في كل من علم التأريخ (بيير نورا وريتشارد تيرديمان) والدراسات الثقافية (مثل، سوزان ستيورات). وكل هذا يؤكد عملية الذاكرة الثقافية (علم التأريخ) وآثارها والموضوعات (الدراسات الثقافية)، على التوالي. فالذاكرة هي ظاهرة ترتبط ارتباطًا مباشرًا بالحاضر؛ ودائمًا ما يتأثر تصورنا للماضي بالحاضر، مما يعني أنه يتغير دائمًا.

## الأسلوب التأريخي

### الوقت
إن التمييز بين الذاكرة والتاريخ أمر ضروري في فهم الذاكرة الثقافية كظاهرة. فقد اقترح هذا التمييز بيير نورا، الذي حدد مكانًا ما بين التاريخ والذاكرة. والذي يفترض ببساطة أن الذكريات هي الأحداث التي وقعت بالفعل، بينما التواريخ هي التمثيلات الشخصية لما يعتقد المؤرخون أنه أمر ضروري يجب أن نتذكره. وقد ظهر هذا الانقسام، الذي يجب الإشارة إليه، في لحظة معينة من التاريخ: فهو يعني أنه كان هناك وقت يمكن أن تتواجد فيه الذكريات بهذا الشكل - دون أن تكون تمثيلية.
كما يختلف العلماء حول توقيت تحديد تمثيل اللحظة «الاضطلاع». ويشير نورا إلى تشكيل الدول القومية الأوروبية، وبالنسبة لريتشارد تيرديمان، تعد الثورة الفرنسية هي اللحظة الحاسمة: فقد أدى تغيير النظام السياسي، مع ظهور التصنيع والتمدد الحضري، إلى جعل الحياة أكثر تعقيدًا من أي وقت مضى. ولم يؤد هذا فقط إلى شعور الناس بصعوبة متزايدة في فهم المجتمع الجديد الذي كانوا يعيشون فيه، ولكن أيضًا، مثلما كانت هذه اللحظة حاسمة، إلا أن الناس واجهوا صعوبات تتعلق بالماضي قبل الثورة. وفي هذا الوضع، لم يعد لدى الناس فهم ضمني لماضيهم. فمن أجل فهم الماضي، يجب أن يتم شرحه من خلال التاريخ. وكما أدرك الناس أن التاريخ لم يكن إلا إصدارًا واحدًا للماضي، أصبحوا أكثر اهتمامًا بـ تراثهم الثقافي (يسمى بالفرنسية patrimoine) الذي ساعدهم على تشكيل هوية قومية جمعية. وأثناء البحث عن هوية لربط البلد أو الناس معًا، أنشأت الحكومة ذاكرات جماعية في شكل من أشكال عمليات إحياء الذاكرة التي ينبغي أن تجمع بين الأقليات والأفراد وتحافظ عليهم مع جداول الأعمال المتعارضة. وما يصبح واضحًا أن الهواجس المرتبطة بالذاكرة تتزامن مع الخوف من النسيان والهدف للتأكد من صحتها.
ومع ذلك، ظهرت تساؤلات في الآونة الأخيرة عما إذا كان هناك وقت مضى كانت توجد فيه ذاكرة «نقية» غير تمثيلية - كما اقترح نورا بشكل خاص. وقد أشار علماء مثل توني بينيت إلى أن التمثيل يعد شرطًا ضروريًا لتصور الإنسان بشكل عام: لا يمكن أبدًا مراقبة الذاكرات النقية والأساسية والموضوعية على هذا النحو.

### المساحة
غالبًا ما يتعرض مفهوم الذاكرة الثقافية لسوء الفهم، ويرجع ذلك إلى النظر إلى مفهوم الذاكرة الضيق أحيانًا على أنه ظاهرة زمانية تمامًا. وقد سبق نورا الآخرين بربط الذاكرة بالمواقع المادية الملموسة، المعروفة في الوقت الحاضر والمدرجة عالميًا باسم lieux de mémoire. ويُصرح نورا بهذا في عمله mises en abîme؛ وهي الكيانات التي ترمز إلى جزء أكثر تعقيدًا من تاريخنا. فبالرغم من أنه يركز على الطريقة المكانية لاسترجاع الذكرى، إلا أنه يشير بالفعل في أوائل نظرياته التأريخية إلى أن الذاكرة تتجاوز الجوانب المادية والبصرية، مما يجعلها مرنة وفي حالة تغير مستمر. وهذه الفكرة إشكالية إلى حد ما، فقد وصفها تيرديمان أيضًا باسم «انتشار» الذاكرة بشكل كلي، مما يعني مثلاً، على المستوى الحسي، أن الرائحة أو الصوت يمكن أن يصبح ذا قيمة ثقافية وذلك بسبب تأثيره التذكاري.
وتعد الحقيقة المحتومة الغائبة واحدة من أكبر التعقيدات التي تواجه إحياء ذكرى ماضينا، سواء كانت في شكل مصور أو تجريدي. وتصبح كل ذاكرة نحاول إعادة إنتاجها - كما يقول تيرديمان - «ماضيًا حاضرًا». ويرجع ذلك إلى هذه الرغبة غير العملية لتذكر ما ذهب للأبد ويجلب للسطح شعورًا بـ النوستالجيا (الحنين إلى الماضي)، مما يلفت النظر إلى العديد من جوانب الحياة اليومية، ولكن إلى المنتجات الثقافية بالتحديد.

## منهج الدراسات الثقافية

### الذاكرة المتجسدة
في الآونة الأخيرة، تطور الاهتمام بمجال «الذاكرة المتجسدة». ووفقًا لـ بول كونرتون، يمكن أيضًا رؤية الجسد كوعاء أو حامل للذاكرة، من خلال نوعين مختلفين من الممارسات الاجتماعية؛ المسجلة والمدمجة. ويتضمن النوع الأول جميع الأنشطة التي تساعد في تخزين المعلومات واسترجاعها: التصوير والكتابة والتسجيل، إلخ. ويشير النوع الثاني إلى العروض الماهرة التي يتم إرسالها عن طريق النشاط البدني، مثل كلمة منطوقة أو مصافحة. ويتم تحقيق هذه العروض من قبل الفرد بطريقة لا واعية، وقد يقترح المرء أن هذه الذاكرة الموجودة في الإيماءات والعادات، أكثر واقعية من الذاكرة «غير المباشرة» من خلال التسجيل.
وتُستمد المفاهيم الأولى للذاكرة المتجسدة، التي «يقع» فيها الماضي في جسد الفرد، من أفكار أنصار التطور التي سادت في أواخر القرن التاسع عشر مثل جان باتيست لامارك وإرنست هيكل. ويشير قانون لامارك، عن الوراثة المتعلقة بالخصائص المكتسبة ونظرية هيكل عن تلخيص علم التطور الحيوي للفرد فيما يتعلق بتطور علم السلالات، إلى أن الفرد هو محصلة التاريخ كله الذي سبقه. (ومع ذلك، لم يقبل العلم الحالي أيًا من هذه المفاهيم.)

### الأشياء
يمكن، مثلاً، تضمين الذاكرة في الأشياء. ذلك أن الهدايا التذكارية والصور الفوتوغرافية تحتل حيزًا مهمًا في خطاب الذاكرة الثقافية. ويؤكد العديد من الكتاب على حقيقة تغير العلاقة بين الذاكرة والأشياء منذ القرن التاسع عشر. فمثلاً، يدعي ستيوارت أن ثقافتنا قد تغيرت من ثقافة الإنتاج إلى ثقافة الاستهلاك. ووفقًا لتيرديمان، فقد فقدت المنتجات «ذاكرة عمليتها الخاصة» الآن، في أوقات الإنتاج الشامل والتسليع. وفي الوقت نفسه، يقول إنه تم إضفاء الطابع المؤسسي على العلاقة بين الذكريات والأشياء واستغلالها في شكل التجارة في الهدايا التذكارية. ويمكن لهذه الأشياء المحددة أن تشير إلى إما وقت بعيد (عتيق) أو مكان بعيد (غريب). ويشرح ستيوارت كيف توثق هدايانا التذكارية تجاربنا وكيف تكون علامة نجاة من الأحداث التي لا توجد إلا من خلال تأليف قصة سردية (أدب).
كما يمكن تطبيق هذه الفكرة بسهولة على ممارسة أخرى لها علاقة خاصة بالذاكرة وهي: التصوير. وتشرح كاثرين كينان كيف يؤكد فعل التقاط صورة على أهمية التذكر، وذلك على المستويين الفردي والجماعي على حد سواء. كما تقول إن الصور لا يمكنها أن تحفز الذاكرة أو تساعدها فقط، ولكن يمكنها التفوق على الذاكرة الفعلية - عندما نتذكر من خلال الصورة - أو يمكنها أن تعمل بمثابة تذكير لميلنا للنسيان. بينما يقول آخرون إن الصور يمكنها الاندماج في الذاكرة وبالتالي استكمالها.
وقد صاغ إدوارد تشاني مصطلح «النصب التذكارية الثقافية» لوصف النوعين العامين، مثل المسلات وأبو الهول، وأشياء محددة مثل مسلة دوميتيان أو أبو سمبل أو تمثال ممنون الأصغر «رمسيس الثاني»، التي لها معان نُسبت إليها وتتطور مع مرور الوقت. وتكشف قراءات من الآثار المصرية القديمة، ترجع إلى هيرودوت وبلينيوس الأكبر وإيرل أروندل الجامع والمسافرين في القرن 18 ونابوليون بونابارت وبيرسي بيش شيلي ووليام بانكس وهارييت مارتينو وفلورنس نايتينجيل أو سيغموند فرويد، عن وجود مجموعة من التفسيرات المعنية بشكل مختلف بإعادة بناء أهداف صانعيها.

## بين الثقافة والذاكرة: تجربة
كنقيض للطبيعة التوليدية أحيانًا الخاصة بالدراسات المذكورة سابقًا عن الذاكرة الثقافية، شددت «مدرسة» بديلة لها أصول في الجنس ودراسات ما بعد الاستعمار على أهمية الذكريات الفردية والخاصة لأولئك الذين لم يُسمع بهم في معظم التقارير الجماعية: النساء أو الأقليات أو المثليون جنسيًا، إلخ.
كما ترتبط الخبرة، سواء كان يتم عيشها أو تخيلها، بشكل متبادل مع الثقافة والذاكرة. فهي تتأثر بكلا العاملين، ولكنها تحددهما في الوقت نفسه. وتؤثر الثقافة على الخبرة من خلال تقديم تصورات متوسطة تؤثر عليها، كما تقول فريجا هوج من خلال مقارنة النظرية التقليدية عن الأنوثة بالذاكرة التي تعيش طويلاً. وفي المقابل، كما أثار مؤرخون مثل نيل جريجور، تؤثر الخبرة على الثقافة، لأن الخبرة الفردية تنتقل للآخرين وبالتالي تصبح جماعية. فالذكرى، على سبيل المثال، يمكن أن تمثل شعورًا مشتركًا بالخسارة.
ويتضح تأثير الذاكرة بالطريقة التي يتم بها تجربة الماضي في الظروف الحالية، فوفقًا لبول كونرتون، مثلاً - لا يمكن أبدًا التخلص منها من ممارسات الإنسان. ومن ناحية أخرى، تعد الخبرة تصورًا يقوده الشوق للتأكد من صحة أنه يلون الذاكرة، والذي يتضح عن طريق رغبة في تجربة الحقيقة (سوزان ستيوارت). وبالتالي، تعد الخبرة مهمة في تفسير الثقافة وكذلك الذاكرة، والعكس بالعكس.

## دراسات في الذاكرة الثقافية
أجرى الدكتور نيدا بيكمين دراسة لفحص كيفية تأثير الهوية الثقافية على الذاكرة.
وقد تم سؤال مشاركين مسلمين من البوسنة عدة أسئلة لتحديد مواقفهم تجاه الكروات والصرب البوسنيين، وهم عدو مشترك للبوسنيين ذوي الخلفية الإسلامية. ثم تم تقسيم المشاركين إلى من يرى أن هناك «تهديدًا» أو «تعايشًا» في مجموعات بناءً على الردود على أسئلة الهوية الثقافية. وأعرب أولئك المشاركون ضمن مجموعة «التهديد» عن مواقف عداء وعدوان تجاه الكروات والصرب. بينما أعرب أولئك ضمن مجموعة «التعايش» عن مواقف الانسجام بين الثقافتين.
وقدم كل متشارك داخل المجموعة التجريبية المحددة جزءًا من مقابلة مع اثنين من اللاجئين البوسنيين. وحصل المشاركون على مقال يعزز المواقف المتخذة سابقًا إما فيما يتصل بالتهديد أو التعايش وذلك فيما يتعلق بالتجمع السابق. وقد طُلب من المشاركين بعد ذلك الرد على الأسئلة لتحديد كيفية ارتباط المقال بخبراتهم الخاصة أو خبرات مسلمي البوسنة الآخرين.
وكانت هناك زيادة في أعداد المشاركين في فئة «التهديد» في الارتباط بمعتقدات فصل الهوية الثقافية. أما المشاركون في فئة «التعايش» فقد أظهروا تعزيزًا في الاعتقاد الخاص بالتعايش مع المجموعة الخارجية، الكروات والصرب. وكانت الذاكرة الثقافية العامل وراء المواقف المختلفة تجاه المجموعة الخارجية نظرًا لوجود خبرة سابقة للفرد.
وقد أكدت الأبحاث الحديثة والتنظير في الذاكرة الثقافية على أهمية النظر في محتوى الهويات الثقافية في فهم دراسة العلاقات الاجتماعية والتنبؤ بالمواقف الثقافية.
وقد قام معهد الدراسات الجرمانية والرومانية التابع لكلية الدراسات العليا بجامعة لندن بوضع درجة الماجستير في الموضوعات المذكورة أعلاه.
وحاليًا، توجد درجة الماجستير في الذاكرة الثقافية منذ 10 سنوات. وهذه الدرجة الفريدة تستكشف الطرق العديدة المختلفة التي تقوم بها الثقافة على البناء والتلاعب ونقل الذكريات، والدور الذي تلعبه الذاكرة في تشكيل الهوية الجماعية والفردية.
ويُستكمل برنامج الدرجة العلمية من خلال ندوة عن الذاكرة الثقافية وبواسطة المركز الجديد لدراسة الذاكرة الثقافية.
وفي عام 2008، تم نشر العدد الأول من المجلة ربع سنوية Memory Studies (دراسات الذاكرة) بشأن موضوعات الذاكرة الثقافية وأيضًا الموضوعات المتعلقة بها من قبل شركة سيج.